# Calvaire mégalithique (Louisfert)
Le calvaire mégalithique est un calvaire situé à Louisfert, dans le département de la Loire-Atlantique, en France. Il a été construit au XIXe siècle en récupérant des mégalithes des communes environnantes.

## Historique

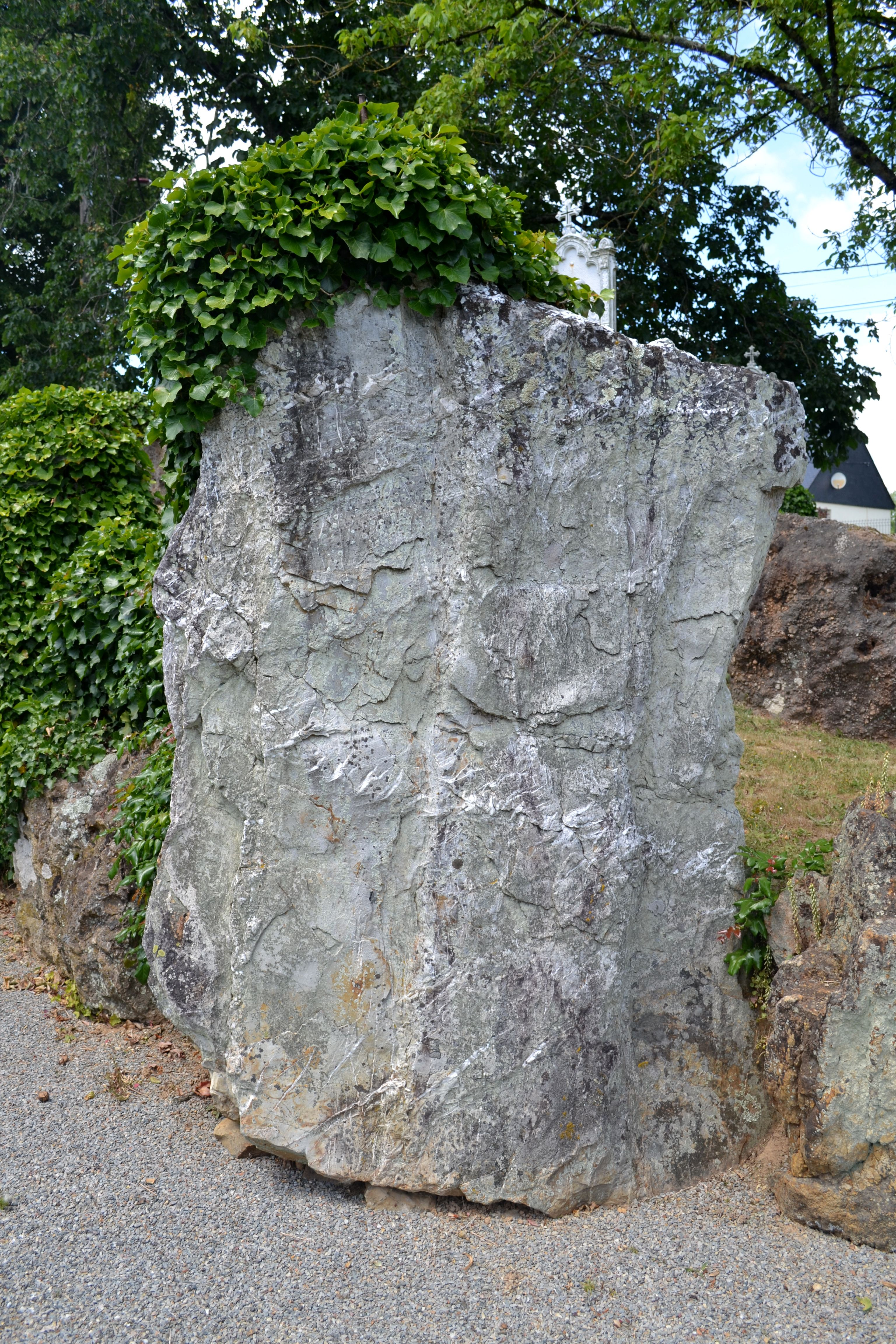
Le menhir carré de Rougerand

Le calvaire est construit à partir de 1871 par l'abbé Jacques Cotteux, alors vicaire puis aumônier à la prison de Châteaubriant, sur un terrain dont il est propriétaire. Manifestement inspiré par un calvaire similaire édifié entre Sion-les-Mines et Lusanger, l'édifice a été érigé avec des blocs de pierres récupérés dans les communes environnantes (Saint-Vincent-des-Landes, Saint-Aubin-des-Châteaux, Lusanger, Treffieux) parmi lesquels d'authentiques menhirs et dolmens, qui selon l'abbé Cotteux étaient  des « débris d'un culte sanguinaire. De vieux rochers gisaient épars au fonds des champs. Nos bras, avec amour, en ont fait un calvaire. Œuvre de Bretons, bons croyants[réf. souhaitée] ». Dans le contexte de recharge sacrale du XIXe siècle, la christianisation des mégalithes témoigne d'une volonté de l'Église d'intégrer le culte païen des pierres dans un syncrétisme religieux.
Le calvaire a été béni par Mgr Fournier le 13 juillet 1872. En 1920, il a été cédé à la commune de Louisfert, qui y a placé un monument aux morts en 1922.

## Description

### Mégalithes
Parmi tous les blocs réutilisés, quatre mégalithes sont identifiables d'après les sources historiques : les deux menhirs de Rougerand, prélevés à Saint-Vincent-des-Landes, le menhir de Petit-Bois (Louisfert) et une dalle provenant du Tertre Gicquel à Lusanger. Les menhirs de Rougerand sont deux blocs de quartz blanc, de respectivement 2,60 m et 2,40 m de hauteur, le plus grand des deux étant de forme effilée et le plus petit de forme parallélépipédique.